# أرهارد مولر
أرهارد مولر (بالألمانية: Erhard Schön)‏ هو مصمم ورسام ونقاش ألماني، ولد في 1491 في نورنبرغ في ألمانيا، وتوفي بنفس المكان في 1542.